# ブルーリバンドトライアルステークス
ブルーリバンドトライアルステークス（英: Blue Riband Trial Stakes）はイギリスの競馬の競走。ダービーステークスの前哨戦として知られている。
イギリスでグループ制が導入された当初はG3に格付けされていたが、1980年代後半に格を落とし、1990年代に一度中断した。1990年代後半に条件戦として復活し、2010年からはスポンサー名を添えてインヴェスティックダービートライアル」と改称、2012年からは優勝馬にダービーの優先出走権が与えられている。
2010年から2014年までは「インヴェスティックダービートライアル」または単に「ダービートライアル」と称されているが、同時期のダービートライアルステークス（リングフィールド競馬場で行われるので「リングフィールドダービートライアルステークス」とも）と区別するため、本項では「ブルーリバンドトライアルステークス」として扱う。

## 概要
ブルーリバンドトライアルステークスは、イギリスダービーの前哨戦の一つである。開催時期は4月で、6月のダービーまではやや間があるため、この競走のあとダービーの前に一度出走するものも多い。しかし、ダービーと同じエプソム競馬場で行われるトライアルレースということで、かつてはブルーリバンドトライアルステークスの勝馬はダービーの有力候補として注目を集めることも少なくなかった。
ブルーリバンド（Blue Riband）は、日本語では鉄道や船舶に与えられるブルーリボン賞で知られるように、優れたものを指し示す表現で、スポーツ分野ではその競技で最も価値のあるものを表すために用いられている。競馬の場合、ブルーリバンド（Blue Riband）やブルーリボン（Blue Ribbon）、“Blue Ribbon of Turf（競馬のブルーリボン）”と表現されるのはダービーのことで、本競走はそのダービーのトライアルであることからブルーリバンドトライアルステークスと銘打たれている。
ブルーリバンドトライアルステークスの創設は第2次世界大戦前に遡るが、戦争で中断した後、1947年に再開された。1970年にヨーロッパでグループ制が始まると、本競走はG3に格付けされたが、1980年代半ばには格が下がり、1990年代に入ると中断してしまった。
1990年代の後半に条件戦として再開され、2010年からは金融会社のインヴェスティック社（en:Investec）がスポンサーになって「インヴェスティックダービートライアル」と改称した。インヴェスティック社はダービーのスポンサーでもあり、2012年からは本競走の優勝馬にはダービーへの優先出走権が与えられることになった。
2018年時点ではリステッドレースの「インヴェスティックダービートライアル」として行われているが、本項ではこれも含めて解説する。

## 歴史

### 創設
1937年に、従来のナンサッチ・プレート（Nonsuch Plate、距離1マイル110ヤード（約1709メートル）の3歳限定戦、賞金1000ソブリン）に替わってブルーリバンドトライアルステークス（英: Blue Riband Trial Stakes）が創設された。距離や出走条件はナンサッチプレートと同じ1マイル110ヤード（約1709メートル）で、賞金もステークスに旧来の1000ソブリンが加えられた。
これらの競走は、エプソム競馬場にいくつかある走路のうち、距離こそ短いものの、イギリスダービーと同じコース（ダービーコース）で行われた。

### 戦争による中断
3年目の1939年にはブルーピーターが4馬身差でブルーリバンドトライアルステークスに勝った。ブルーピーターが2000ギニー、イギリスダービーを本命で連勝してクラシック二冠馬となったことで、ブルーリバンドトライアルステークスの名が上がった。ブルーピーターは夏のエクリプスステークスで前年のセントレジャー勝馬を下して優勝し、クラシック三冠達成の気運が高まった。ところがこの年の9月1日にドイツ軍がポーランドへ侵攻し、翌週のセントレジャーは中止になった。
ロンドン郊外にあるエプソム競馬場は基地として利用されることになり、1940年以降、エプソム競馬場では競馬は開催できなくなった。ダービーをはじめ主要な競走は別の競馬場で代替開催となったが、ブルーリバンドトライアルステークスは終戦まで開催されなかった。

### 再開
再開になったのは1947年からで、1950年の勝馬プレモニションは
ダービーでは一番人気になっている（結果は大敗だった。しかしプレモニションは秋にセントレジャーに勝っている。）。
1958年の勝馬マイナーズランプはエリザベス女王の所有馬で、女王によるダービー優勝の期待がかかる1頭だった。同厩舎のアルサイドもダービーの前哨戦を勝って本命視されていたが、アルサイドのほうは怪我でダービー出走を断念した。マイナーズランプは6番人気（12倍）で出走したが、勝ったのは単勝19倍の穴馬ハードリドンだった。マイナーズランプは後年、種牡馬として日本へ輸入された。ほかにもこの競走の勝馬からはズクロ、ヴィエナ、ピットカーンが種牡馬として日本へ輸入されている。
また、1968年の4着馬リベロはのちにアイルランドダービーとセントレジャーに勝ち、種牡馬として日本に輸入された。

### G3に格付
1970年代にヨーロッパで重賞の格付制度が考案されてグループ制が導入されると、1970年からブルーリバンドトライアルステークスはG3に序された。
この時期の勝馬にはピットカーンやビーマイゲストのように、競走馬としては大成しなかったものの、種牡馬としてイギリス・アイルランドのチャンピオンになったものが出ている。
1983年には降雨で走路が冠水したため中止になっている。

### 条件戦への陥落と中断
戦前にはブルーピーターがこの競走を足がかりに二冠を制したものの、戦後に再開されてからはダービーを勝ったものはなく、1985年の開催以降、グループ競走としての格付けを喪失することになった。
1986年から1990年まではかろうじて開催されたが、1991年に条件戦としてケンプトン競馬場で1マイルの距離で行われたのを最後に、ブルーリバンドトライアルステークスは中断した。

### 条件戦として再出発
5年間施行されなかったあと、1997年に1マイル4ハロン10ヤード（約2423メートル）の条件戦として、ブルーリバンドトライアルステークスが復活した。この距離はダービー本番と同じ距離だった。この頃の総賞金は約12000～13000ポンドで、グループ競走だった頃よりも大きく減っていた。
この時期にはしばしばスポンサーも変わっており、スクローダー（en:Schroders）社によるスクローダーユニットトラスト・ブルーリバンドトライアルステークス（Schroder Unit Trusts -、1998-1999）、ヴィクター・チャンドラー（en:Victor Chandler International）社によるヴィクターチャンドラー・ブルーリバンドトライアルステークス（Victor Chandler - 、2000）、スタンリーレーシング・ブルーリバンドトライアルステークス（Stanley Racing-、2001-2002）、ウェザビー・ブルーリバンドトライアルステークス（Weatherbys -、2003-2005）、ウェザビーバンク・ブルーリバンドトライアルステークス（Weatherbys Bank -、2006-2007,2009）となっている。
距離は1999年から約2ハロン短縮されて1マイル2ハロン18ヤード（約2028メートル）となり、総賞金は概ね2万ポンドの水準で行われた。
なお2008年だけはノッティンガム競馬場で代替開催になり、インターカジノ.CO.UK.条件ステークス（Intercasino.co.uk conditions stakes）の名称で行われ、1マイル2ハロン50ヤード（約2057メートル）となっている。

### インヴェスティックダービートライアル
2010年からは金融系のインヴェスティック社（en:Investec）がスポンサーとなり、総賞金は約1万ポンド加増されて3万ポンドとなった。さらに競走の名称はインヴェスティックダービートライアル（Investec Derby Trial）に変更になった。
インヴェスティックグループは2009年から本番のダービーのスポンサーも行っており、2009年から2014年のイギリスダービーもスポンサー冠をつけると「インヴェスティックダービー」の名称で開催されている。（成績書には単にダービーと記載される。）
2012年からは、総賞金が5万ポンドに加増され、優勝馬にはダービーへの優先出走権が付与されることになった。
2020年は新型コロナウイルス感染拡大の影響により開催中止となった。

### 歴代勝馬
- ※＊印は日本輸入馬。国際競走出走のための一時的なものも含む。

#### ブルーリバンドトライアルステークス
- 距離は1マイル110ヤード（約1709メートル）

- 1937: Printer
- 1938: Chatsworth
- 1939: Blue Peter
- 1940: 中止
- 1941: 中止
- 1942: 中止
- 1943: 中止
- 1944: 中止
- 1945: 中止
- 1946: 中止
- 1947: Combat
- 1948: King's Counsel
- 1949: Grani
- 1950: Port o'Light
- 1951: ＊ズクロ
- 1952: Castleton
- 1953: Premonition
- 1954: Ambler II
- 1955: Sierra Nevada
- 1956: Monterey
- 1957: Tempest
- 1958: ＊マイナーズランプ
- 1959: My Aladdin
- 1960: ＊ヴィエナ
- 1961: No Fiddling
- 1962: Cyrus
- 1963: The Bo'sun
- 1964: Minor Portion
- 1965: Cambridge
- 1966: Pretendre
- 1967: Starry Halo
- 1968: Society
- 1969: Caliban

#### G3時代
- 距離は1マイル110ヤード（約1709メートル）

- 1970: Decies
- 1971: Spoiled Lad
- 1972: Baragoi
- 1973: Gospill Hill
- 1974: ＊ピットカーン
- 1975: Romper
- 1976: Oats
- 1977: Be My Guest
- 1978: Roland Gardens
- 1979: Foveros
- 1980: Last Fandango
- 1981: Centurius
- 1982: Count Pahlen
- 1983: 中止（waterlogging）
- 1984: Long Pond
- 1985: Lightning Dealer

#### 条件戦時代
- 距離は1マイル110ヤード（約1709メートル）
- ただし1991年のみ1マイル（1609メートル）
- 1997-1998年は1マイル4ハロン10ヤード（2423メートル）
- 1999年以降は1マイル2ハロン18ヤード（2028メートル）

- 1986: Beldale Star
- 1987: Lyphento
- 1988: Shuja
- 1989: Shining Steel
- 1990: Eton Lad
- 1991: Fair Average
- 1992: 開催なし
- 1993: 開催なし
- 1994: 開催なし
- 1995: 開催なし
- 1996: 開催なし
- 1997: Palio Sky
- 1998: The Glow-Worm - ダービーは6着[14]
- 1999: Daliapour - ダービー2着[15]
- 2000: Eternal Spring
- 2001: ＊ストーミングホーム - ダービーは5着[16]
- 2002: Swing Wing
- 2003: Franklins Gardens - ダービーは14着[17]
- 2004: Bull Run
- 2005: Hallhoo
- 2006: Before You Go - ダービーは13着[18]
- 2007: Raincoat
- 2008: Curtain Call - ダービーは10着[19]
- 2009: Debussy - ダービーは8着[20]

#### インヴェスティックダービートライアル
- 2010: Dreamspeed
- 2011: Slumber
- 2012: Goldoni
- 2013: Mirsaale
- 2014: Our Channel
- 2015: Christophermarlowe
- 2016: So Mi Dar
- 2017: Cracksman
- 2018: Crossed Baton
- 2019: Cape Of Good Hope
- 2020: 中止
- 2021: Wirko
- 2022: Nahanni
- 2023: Epictetus
- 2024: Bellum Justum
- 2025: Sea Scout